# Cyrano de Bergerac (film fra 1900)
 For alternative betydninger, se Cyrano de Bergerac (flertydig). (Se også artikler, som begynder med Cyrano de Bergerac)
Cyrano de Bergerac er en fransk stumfilm fra 1900 af Clément Maurice.